# Collegio di Heywood and Middleton North
Heywood and Middleton North è un collegio elettorale situato nella Greater Manchester, nel Nord Ovest dell'Inghilterra, e rappresentato alla Camera dei comuni del Parlamento del Regno Unito. Elegge un membro del parlamento con il sistema first-past-the-post, ossia maggioritario a turno unico; l'attuale parlamentare è Elsie Blundell del Partito Laburista, che rappresenta il collegio dal 2024.
Fino al 2024 il collegio era noto come Heywood and Middleton.

## Estensione
- 1983-1997: i ward del Borough di Rochdale di Heywood North, Heywood South, Heywood West, Middleton Central, Middleton East, Middleton North, Middleton South e Middleton West.
- 1997-2010: i ward del borgo metropolitano di Rochdale di Castleton, Heywood North, Heywood South, Heywood West, Middleton Central, Middleton East, Middleton North, Middleton South, Middleton West e Norden and Bamford.
- 2010-2024: i ward del borgo metropolitano di Rochdale di Bamford, Castleton, East Middleton, Hopwood Hall, Norden, North Heywood, North Middleton, South Middleton, West Heywood e West Middleton.
- dal 2024: i ward del borgo metropolitano di Rochdale di Bamford, Castleton, Hopwood Hall, Norden, North Heywood, North Middleton, Spotland and Falinge, West Heywood e West Middleton.

Il collegio è uno dei tre che coprono il borgo metropolitano di Rochdale, e in particolare la sua parte occidentale, che include le città di Heywood e Middleton, alcuni quartieri marginali di Rochdale stessa come Castleton e parti di Norden, Bamford e un'area rurale verde a nord.

## Membri del parlamento
| Elezione | Elezione | Deputato       | Partito         |
| -------- | -------- | -------------- | --------------- |
|          | 1983     | Jim Callaghan  | Laburista       |
|          | 1997     | Jim Dobbin     | Laburista Co-Op |
|          | 2014 (S) | Liz McInnes    | Laburista       |
|          | 2019     | Chris Clarkson | Conservatore    |
|          | 2024     | Elsie Blundell | Laburista       |

## Elezioni

### Elezioni negli anni 2020
| Partito                    | Partito                                           | Candidato                  | Risultati 4 luglio 2024 | Risultati 4 luglio 2024 |
| Partito                    | Partito                                           | Candidato                  | Voti                    | %                       |
| -------------------------- | ------------------------------------------------- | -------------------------- | ----------------------- | ----------------------- |
|                            | Laburista                                         | Elsie Blundell             | 15 069                  | 40,58                   |
|                            | Reform UK                                         | Steve Potter               | 8 987                   | 24,20                   |
|                            | Conservatore                                      | Laura-Beth Thompson        | 6 423                   | 17,30                   |
|                            | Indipendente                                      | Chris Furlong              | 4 349                   | 11,71                   |
|                            | Lib Dem                                           | Tom Shaw                   | 2 302                   | 6,20                    |
|                            |                                                   |                            |                         |                         |
| Iscritti                   | Iscritti                                          | Iscritti                   | 74 786                  | 100,00                  |
| ↳ Votanti (% su iscritti)  | ↳ Votanti (% su iscritti)                         | ↳ Votanti (% su iscritti)  | 37 130                  | 49,65                   |
| ↳ Astenuti (% su iscritti) | ↳ Astenuti (% su iscritti)                        | ↳ Astenuti (% su iscritti) | 37 656                  | 50,35                   |
|                            |                                                   |                            |                         |                         |
|                            | Esito: collegio passa da Conservatore a Laburista |                            |                         |                         |

### Elezioni negli anni 2010
| Partito                    | Partito                                           | Candidato                  | Risultati 12 dicembre 2019 | Risultati 12 dicembre 2019 |
| Partito                    | Partito                                           | Candidato                  | Voti                       | %                          |
| -------------------------- | ------------------------------------------------- | -------------------------- | -------------------------- | -------------------------- |
|                            | Conservatore                                      | Chris Clarkson             | 20 453                     | 43,07                      |
|                            | Laburista                                         | Liz McInnes                | 19 790                     | 41,67                      |
|                            | Brexit                                            | Colin Lambert              | 3 952                      | 8,32                       |
|                            | Lib Dem                                           | Anthony Smith              | 2 073                      | 4,37                       |
|                            | Verdi                                             | Nigel Ainsworth-Barnes     | 1 220                      | 2,57                       |
|                            |                                                   |                            |                            |                            |
| Iscritti                   | Iscritti                                          | Iscritti                   | 90 162                     | 100,00                     |
| ↳ Votanti (% su iscritti)  | ↳ Votanti (% su iscritti)                         | ↳ Votanti (% su iscritti)  | 47 488                     | 52,67                      |
| ↳ Astenuti (% su iscritti) | ↳ Astenuti (% su iscritti)                        | ↳ Astenuti (% su iscritti) | 42 674                     | 47,33                      |
|                            |                                                   |                            |                            |                            |
|                            | Esito: collegio passa da Laburista a Conservatore |                            |                            |                            |

| Partito                    | Partito                                | Candidato                  | Risultati 8 giugno 2017 | Risultati 8 giugno 2017 |
| Partito                    | Partito                                | Candidato                  | Voti                    | %                       |
| -------------------------- | -------------------------------------- | -------------------------- | ----------------------- | ----------------------- |
|                            | Laburista                              | Liz McInnes                | 26 578                  | 53,30                   |
|                            | Conservatore                           | Christopher Clarkson       | 18 961                  | 38,02                   |
|                            | UKIP                                   | Lee Seville                | 3 239                   | 6,50                    |
|                            | Lib Dem                                | Bill Winlow                | 1 087                   | 2,18                    |
|                            |                                        |                            |                         |                         |
| Iscritti                   | Iscritti                               | Iscritti                   | 79 911                  | 100,00                  |
| ↳ Votanti (% su iscritti)  | ↳ Votanti (% su iscritti)              | ↳ Votanti (% su iscritti)  | 49 865                  | 62,40                   |
| ↳ Astenuti (% su iscritti) | ↳ Astenuti (% su iscritti)             | ↳ Astenuti (% su iscritti) | 30 046                  | 37,60                   |
|                            |                                        |                            |                         |                         |
|                            | Esito: collegio confermato a Laburista |                            |                         |                         |

| Partito                    | Partito                                | Candidato                  | Risultati 7 maggio 2015 | Risultati 7 maggio 2015 |
| Partito                    | Partito                                | Candidato                  | Voti                    | %                       |
| -------------------------- | -------------------------------------- | -------------------------- | ----------------------- | ----------------------- |
|                            | Laburista                              | Liz McInnes                | 20 926                  | 43,11                   |
|                            | UKIP                                   | John Bickley               | 15 627                  | 32,20                   |
|                            | Conservatore                           | Iain Gartside              | 9 268                   | 19,09                   |
|                            | Lib Dem                                | Anthony Smith              | 1 607                   | 3,31                    |
|                            | Verdi                                  | Abi Jackson                | 1 110                   | 2,29                    |
|                            |                                        |                            |                         |                         |
| Iscritti                   | Iscritti                               | Iscritti                   | 79 963                  | 100,00                  |
| ↳ Votanti (% su iscritti)  | ↳ Votanti (% su iscritti)              | ↳ Votanti (% su iscritti)  | 48 538                  | 60,70                   |
| ↳ Astenuti (% su iscritti) | ↳ Astenuti (% su iscritti)             | ↳ Astenuti (% su iscritti) | 31 425                  | 39,30                   |
|                            |                                        |                            |                         |                         |
|                            | Esito: collegio confermato a Laburista |                            |                         |                         |

| Partito                    | Partito                                | Candidato                  | Risultati 9 ottobre 2014 | Risultati 9 ottobre 2014 |
| Partito                    | Partito                                | Candidato                  | Voti                     | %                        |
| -------------------------- | -------------------------------------- | -------------------------- | ------------------------ | ------------------------ |
|                            | Laburista                              | Liz McInnes                | 11 633                   | 40,86                    |
|                            | UKIP                                   | John Bickley               | 11 016                   | 38,69                    |
|                            | Conservatore                           | Iain Gartside              | 3 496                    | 12,28                    |
|                            | Lib Dem                                | Anthony Smith              | 1 457                    | 5,12                     |
|                            | Verdi                                  | Abi Jackson                | 870                      | 3,06                     |
|                            |                                        |                            |                          |                          |
| Iscritti                   | Iscritti                               | Iscritti                   | 79 088                   | 100,00                   |
| ↳ Votanti (% su iscritti)  | ↳ Votanti (% su iscritti)              | ↳ Votanti (% su iscritti)  | 28 472                   | 36,00                    |
| ↳ Astenuti (% su iscritti) | ↳ Astenuti (% su iscritti)             | ↳ Astenuti (% su iscritti) | 50 616                   | 64,00                    |
|                            |                                        |                            |                          |                          |
|                            | Esito: collegio confermato a Laburista |                            |                          |                          |

| Partito                    | Partito                                      | Candidato                  | Risultati 6 maggio 2010 | Risultati 6 maggio 2010 |
| Partito                    | Partito                                      | Candidato                  | Voti                    | %                       |
| -------------------------- | -------------------------------------------- | -------------------------- | ----------------------- | ----------------------- |
|                            | Laburista Co-Op                              | Jim Dobbin                 | 18 499                  | 40,11                   |
|                            | Conservatore                                 | Mike Holly                 | 12 527                  | 27,16                   |
|                            | Lib Dem                                      | Wera Hobhouse              | 10 474                  | 22,71                   |
|                            | BNP                                          | Peter Greenwood            | 3 239                   | 7,02                    |
|                            | UKIP                                         | Victoria Cecil             | 1 215                   | 2,63                    |
|                            | Indipendente                                 | Chrissy Lee                | 170                     | 0,37                    |
|                            |                                              |                            |                         |                         |
| Iscritti                   | Iscritti                                     | Iscritti                   | 80 217                  | 100,00                  |
| ↳ Votanti (% su iscritti)  | ↳ Votanti (% su iscritti)                    | ↳ Votanti (% su iscritti)  | 46 125                  | 57,50                   |
| ↳ Astenuti (% su iscritti) | ↳ Astenuti (% su iscritti)                   | ↳ Astenuti (% su iscritti) | 34 092                  | 42,50                   |
|                            |                                              |                            |                         |                         |
|                            | Esito: collegio confermato a Laburista Co-Op |                            |                         |                         |

### Elezioni negli anni 2000
| Partito                    | Partito                                      | Candidato                  | Risultati 5 maggio 2005 | Risultati 5 maggio 2005 |
| Partito                    | Partito                                      | Candidato                  | Voti                    | %                       |
| -------------------------- | -------------------------------------------- | -------------------------- | ----------------------- | ----------------------- |
|                            | Laburista Co-Op                              | Jim Dobbin                 | 19 438                  | 49,77                   |
|                            | Conservatore                                 | Stephen Pathmarajah        | 8 355                   | 21,39                   |
|                            | Lib Dem                                      | Crea Lavin                 | 7 261                   | 18,59                   |
|                            | BNP                                          | Gary Aronsson              | 1 855                   | 4,75                    |
|                            | Liberale                                     | Philip Burke               | 1 377                   | 3,53                    |
|                            | UKIP                                         | John Whittaker             | 767                     | 1,96                    |
|                            |                                              |                            |                         |                         |
| Iscritti                   | Iscritti                                     | Iscritti                   | 71 525                  | 100,00                  |
| ↳ Votanti (% su iscritti)  | ↳ Votanti (% su iscritti)                    | ↳ Votanti (% su iscritti)  | 39 053                  | 54,60                   |
| ↳ Astenuti (% su iscritti) | ↳ Astenuti (% su iscritti)                   | ↳ Astenuti (% su iscritti) | 32 472                  | 45,40                   |
|                            |                                              |                            |                         |                         |
|                            | Esito: collegio confermato a Laburista Co-Op |                            |                         |                         |

| Partito                    | Partito                                      | Candidato                  | Risultati 7 giugno 2001 | Risultati 7 giugno 2001 |
| Partito                    | Partito                                      | Candidato                  | Voti                    | %                       |
| -------------------------- | -------------------------------------------- | -------------------------- | ----------------------- | ----------------------- |
|                            | Laburista Co-Op                              | Jim Dobbin                 | 22 377                  | 57,70                   |
|                            | Conservatore                                 | Marilyn Hopkins            | 10 707                  | 27,61                   |
|                            | Lib Dem                                      | Ian Greenhalgh             | 4 329                   | 11,16                   |
|                            | Liberale                                     | Philip Burke               | 1 021                   | 2,63                    |
|                            | Democratici Cristiani                        | Christine West             | 345                     | 0,89                    |
|                            |                                              |                            |                         |                         |
| Iscritti                   | Iscritti                                     | Iscritti                   | 73 030                  | 100,00                  |
| ↳ Votanti (% su iscritti)  | ↳ Votanti (% su iscritti)                    | ↳ Votanti (% su iscritti)  | 38 779                  | 53,10                   |
| ↳ Astenuti (% su iscritti) | ↳ Astenuti (% su iscritti)                   | ↳ Astenuti (% su iscritti) | 34 251                  | 46,90                   |
|                            |                                              |                            |                         |                         |
|                            | Esito: collegio confermato a Laburista Co-Op |                            |                         |                         |

## Risultati dei referendum

### Referendum sulla permanenza del Regno Unito nell'Unione europea del 2016
|             | Collegio              | Lasciare UE % | Rimanere in UE % |
| ----------- | --------------------- | ------------- | ---------------- |
|             | Heywood and Middleton | 62,4%         | 37,6%            |
| Inghilterra | 53,3%                 | 46,7%         |                  |
| Regno Unito | 51,9%                 | 48,1%         |                  |